# Giovanni Mangiante
Giovanni Mangiante (Brescia, 28 agosto 1893 – Brescia, 6 dicembre 1957) è stato un ginnasta italiano, medaglia d'oro nella gara di concorso a squadre di Ginnastica ai Giochi olimpici di Stoccolma 1912 (squadra composta, oltre da Mangiante, da Pietro Bianchi, Guido Boni, Alberto Braglia, Giuseppe Domenichelli, Carlo Fregosi, Alfredo Gollini, Francesco Loi, Luigi Maiocco, Lorenzo Mangiante, Serafino Mazzarocchi, Guido Romano, Paolo Salvi, Luciano Savorini, Adolfo Tunesi, Giorgio Zampori, Umberto Zanolini, Angelo Zorzi).

## Carriera

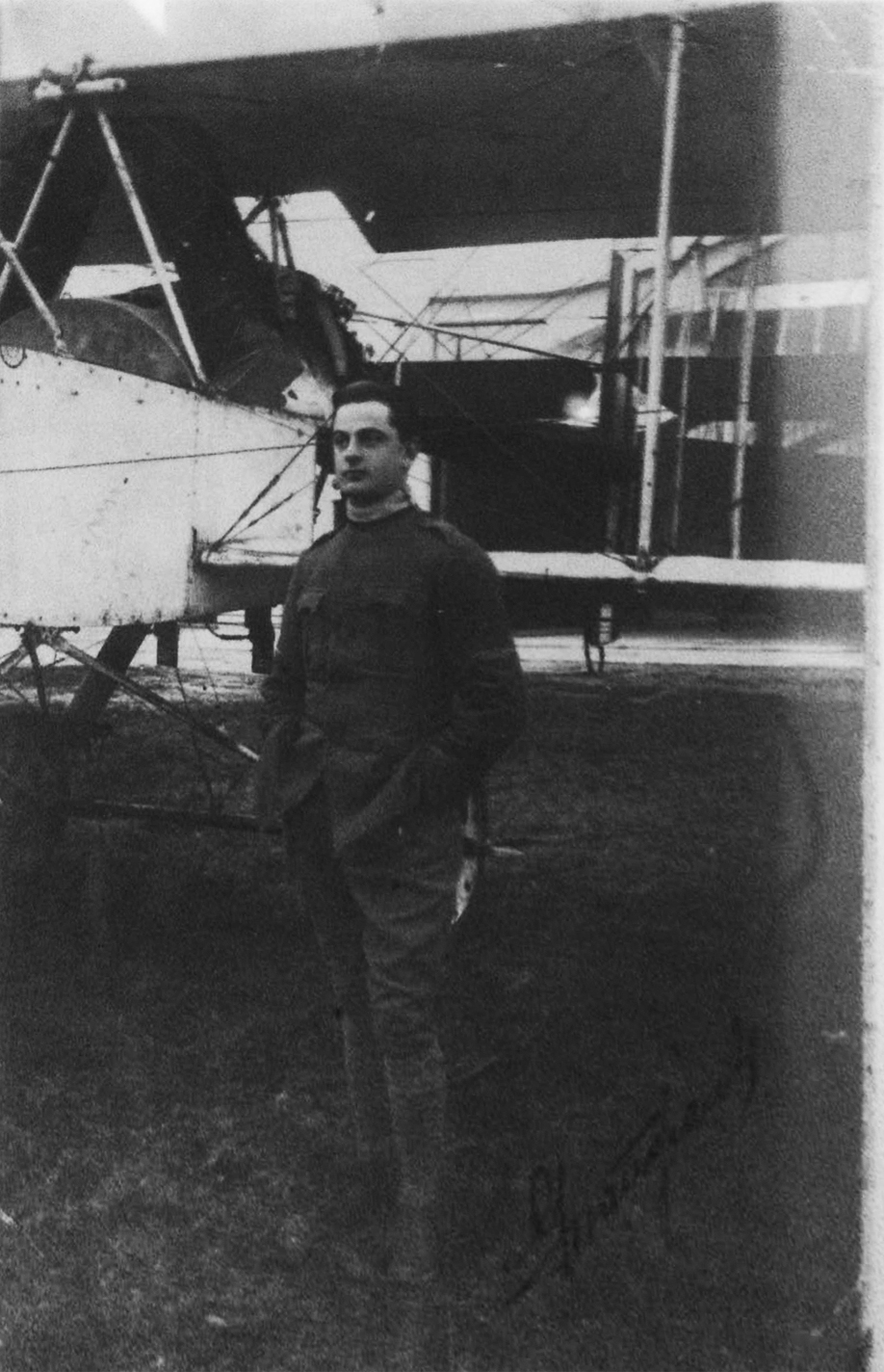

Giovanni  fratello di Lorenzo, nato a Brescia nel 1893,  da una  famiglia dell'alta borghesia lombarda di costruttori edili.Sino da giovanissimo, insieme al fratello "Renzo" si dedicò alla sua grande passione lo sport ed in particolare la ginnastica, raggiungendo traguardi di rilievo e partecipando a tre olimpiadi.Persona eclettica e poliedrica si cimentò anche come capace aviatore partecipando a diverse campagne aeree con Gabriele D'Annunzio suo grande amico e mentore.

## Collegamenti esterni

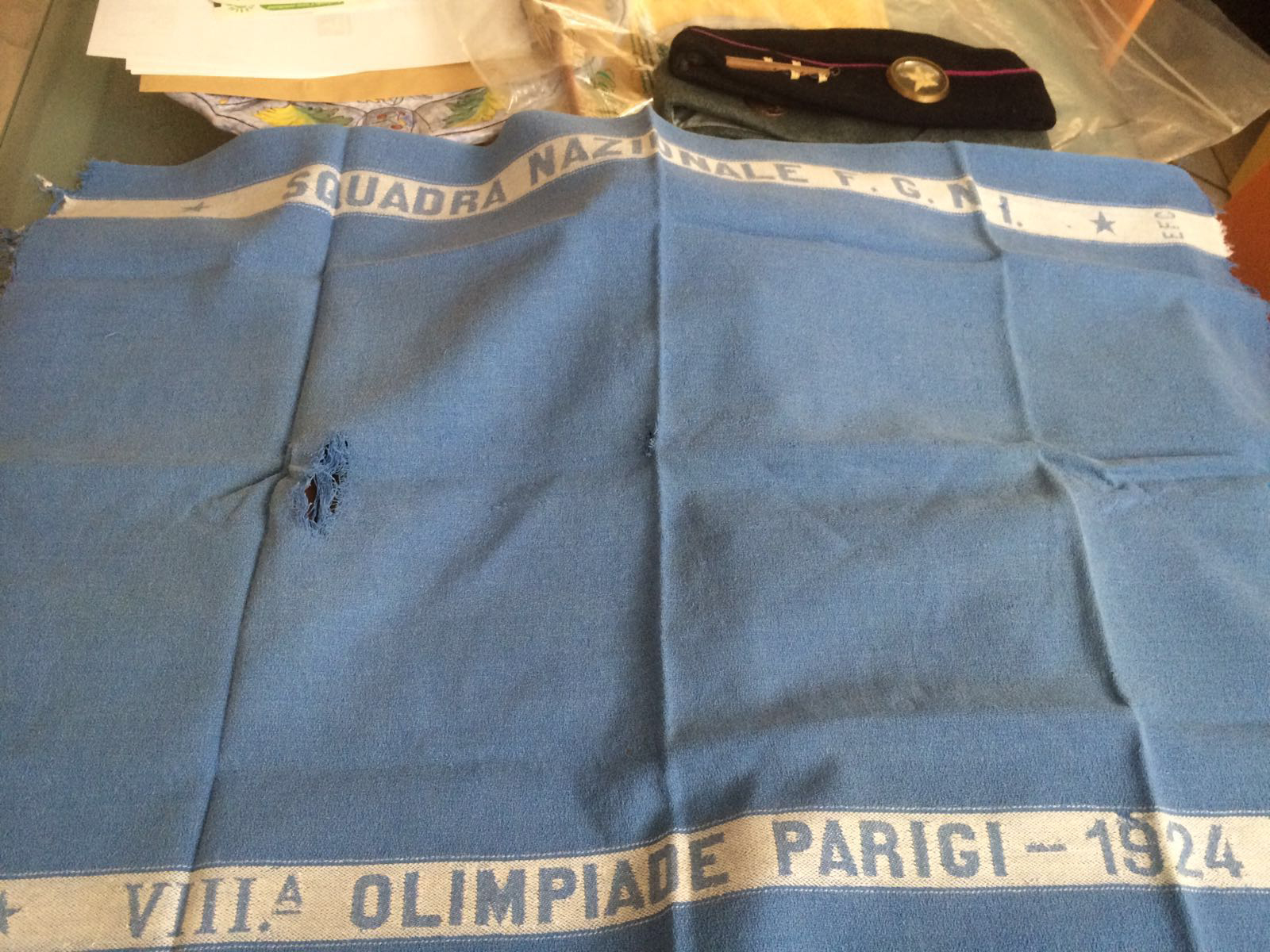
Cimelio Olimpico di Giovanni Mangiante VIII Olimpiade

## Palmarès

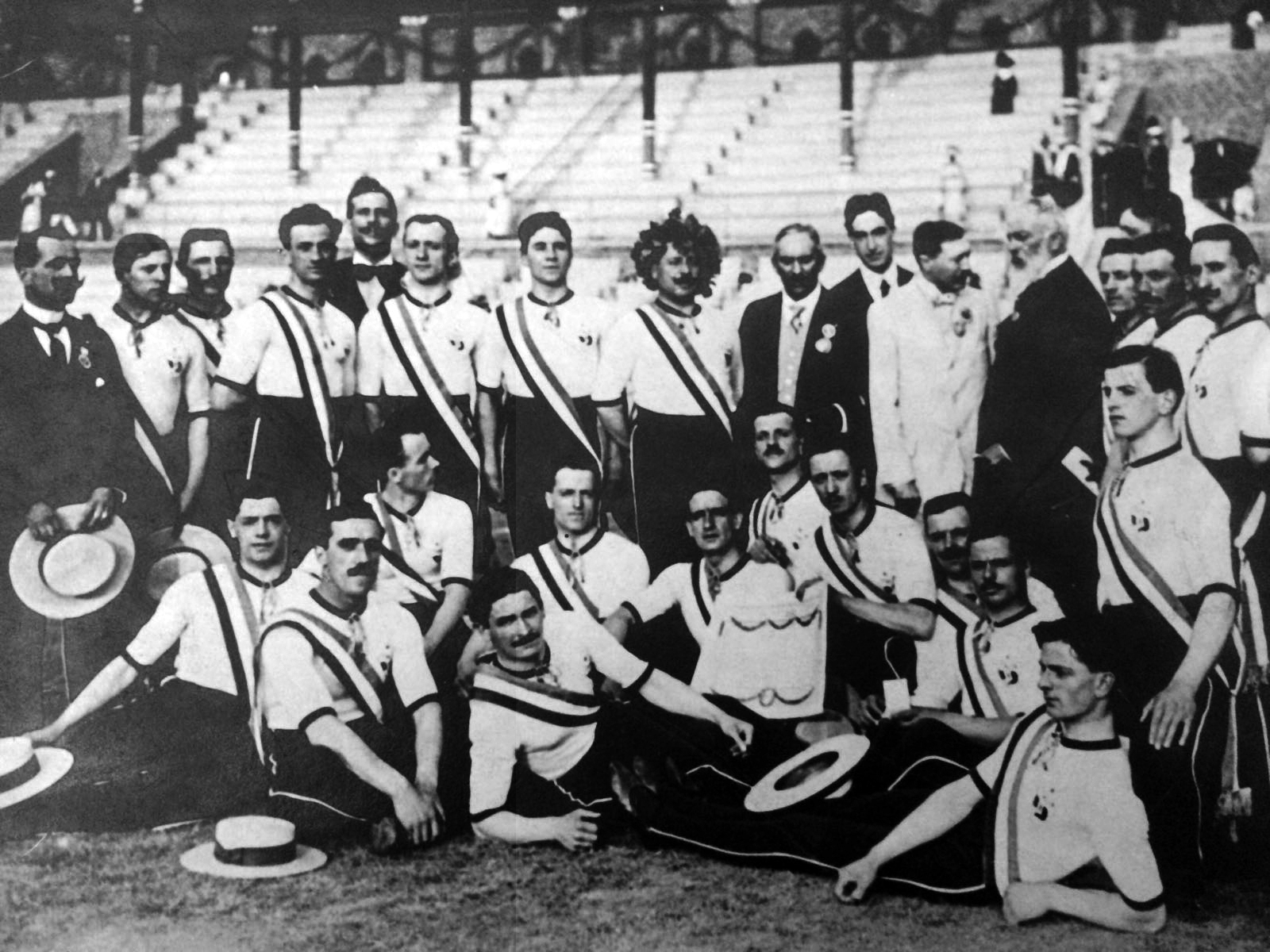
Premiazione della squadra italiana di ginnastica da parte del Comitato Olimpico alla Presenza di Re Gustavo V di Svezia (giugno 1912) Giovanni Mangiante in basso a Dx (sdraiato)

| Anno | Manifestazione  | Sede      | Evento             | Risultato |
| ---- | --------------- | --------- | ------------------ | --------- |
| 1912 | Giochi olimpici | Stoccolma | Concorso a squadre | Oro       |